# Syntrophomonas
Syntrophomonas è un genere di batterio appartenente alla famiglia delle Syntrophomonadaceae.